# Лобсан Тенцзін
Лобсан Тенцзін (*тиб. བློ་བཟང་བསྟན་འཛིན; 1682 — 1756) — останній володар Хошутського ханства і Тибету в 1723—1724 роках. В китайських джерелах відомий як Лобсан-Данцзін.

## Життєпис
Старший син Даші-Батура, правителя кукунорських хошутів. Ще зажиття батька набув значного впливу в області Амдо, яку до 1700 року поділив з братом Ердені Цзіноном. З 1703 року фактично керував спільно з батьком.
1714 року спадкував родинні володіння. 1717 року визнав зверхність імперії Цін та приєднався до її війська, що вдерлося до Тибету. На тойчас Лхавзан-хана, володаря Тибету, було повалено джунгарами. Останніх було подолано 1720 року.
Втім розрахунок Лодсана отримати титул правителя Тибету і Хошутського ханства не виправдав себе — цінський імператор Сюаньє приєднав ці володіння до імперії. Тоді 1723 року, невдовзі після смерті імператора, Лобсан повстав, звернувшись по допомогу до джунгарського хана Цеван Рабдана, втім без суттєвого успіху. До повстання долучилося 200 тис. тангутів. Лобсан також розраховував на допомогу швагра — Далай-лами VII, але той не мав політичної і військової потуги, а старший калон (голова уряду) Ханченне був на боці імперії Цін. Лише монастирі в Амдо на чолі із Кумбумом підтримали повстання.
У 1724 року у битві біля гори Хамар-Дабан зазнав поразки від цінських військ на чолі із Няньгеньяо, після чого втік до Джунгарії. Цінські війська захопили 100 тис. тибетців, спалили декільках монастирів, серед них 3 великих, 17 сіл, Цінхай було приєднаноо імперії Цін. Над Тибетом посилився вплив імператора.
У 1755 року після занепаду Джунгарського ханства Лобсан Тенцзін потрапив у полон. Його було відправлено до Пекіна, де за деякими свідченнями страчено.